# روتکا (شهرستان خاینووکا)
روتکا (به لهستانی:  Rutka) یک روستا در لهستان است که در گمینا دوبیچه تسرکیونه واقع شده‌است.